# 카롤린 골루비츠키
카롤린 엘리자베트 골루비츠키(독일어: Carolin Elisabeth Golubytskyi, 1985년 12월 19일 ~ )는 독일의 펜싱 선수로 주 종목은 플뢰레이다. 결혼 전 성은 부츠(독일어: Wutz)이다.

## 생애
그녀의 코치는 남편이자, 전 우크라이나의 정상급 플뢰레 펜싱 선수였던 세르히 홀루비츠키이다. 홀루비츠키는 1992년 하계 올림픽에서 은메달을 획득하였다. 골루비츠키는 터키 안탈리아에서 열린 2009년 FIE 펜싱 세계선수권 대회에 참가하여 여자 플뢰레 단체 부문에서 동메달을 획득하였다. 그녀는 유럽선수권 메달도 3개 획득하였고, 베이징에서 열린 2008년 하계 올림픽에 참가한 적이 있다. 그녀는 이후 런던에서 열린 2012년 하계 올림픽에 참가하였다. 그녀는 32강전에서 콜롬비아의 사스키아 가르시아와 대결하여 승리하였으나, 16강전에서 나중에 금메달을 목에 거는 이탈리아의 엘리사 디 프란치스카에게 패하였다. 이 경기 도중 디 프란치스카는 실수로 골루비츠키의 턱을 플뢰레의 벨가드로 쳤다. 이로 인해 경기가 몇분간 중단되었고, 당시 8-6 리드를 잡았던 홀루비츠키는 응급 조치 이후 단 1득점만 내는데 그쳤고, 결과적으로 9-15로 패하였다.